# インターネットの利用による心理的な影響
インターネットの利用による心理的な影響（インターネットのりようによるしんりてきなえいきょう、英: psychological effects of Internet use）がどのようなものであるのか調べるために、さまざまな研究者が努力をしてきた。
研究の中には、インターネット利用者の脳機能を調査する方法を採用している研究もある。そして、一部の研究ではインターネットの利用による変化は有害であると主張しているが、他の研究ではもたらされている変化は有益であると主張している。

## 主張
アメリカの作家のニコラス・カーは、インターネットの利用は真の創造性につながる深い思考を減らすと主張している。彼はまた、ハイパーリンクや過剰な刺激によって、脳は短期的な決断にほとんどの注意を払わなければならなくなると言っている。カーはさらに、ワールド・ワイド・ウェブ上で情報が大量に利用できることが脳を圧倒し、長期記憶を傷つけると述べている。彼は、刺激の入手可能性が非常に大きな認知負荷を引き起こし、何かを覚えることを困難にすると述べている。

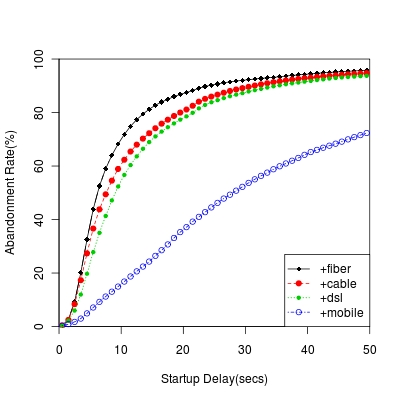
最近の研究では、オンライン動画を視聴する何百万人ものユーザーのうち、高速なインターネット接続（例えば、光ファイバー）を持つユーザーは、低速なインターネット接続（例えば、ケーブルやモバイル）を持つ同様のユーザーよりも、読み込みが遅い動画を早く見放す傾向があることが分かった。評論家たちの主張によると、シタラマンの研究では、人間がインターネット上で情報の流れが速くなることに慣れると、よりせっかちになり、遅延に対する耐性が低下することを示しているという。

コンピュータ科学者のラメシュ・シタラマンは、インターネット利用者はせっかちであり、時間が経つについてさらにせっかちになる可能性が高いと主張している。2012年に完了した大規模な研究では、インターネットで動画を視聴する何百万人ものユーザーを対象に、クリシュナンとシタラマンは、ユーザーが2秒以内に動画の再生を開始しない場合、オンライン動画を放棄し始めることを示した。さらに、高速なインターネット接続（例えば、FTTH）を持つユーザーは、低速なインターネット接続を持つユーザーよりも忍耐力が低く、動画を放棄する速度が速かった。多くの評論家は、これらの結果は未来の一端を示していると主張している。インターネットサービスが高速化し、より即時的な満足感を提供するにつれて、人々はよりせっかちになり、快楽を遅らせたり、長期的な報酬に向けて努力したりする能力が低下する。
一方で、心理学者のスティーブン・ピンカーは、人間は自分の行動に対してコントロール力を持っており、研究や推論は決して人間にとって自然なことではなかったと主張している。彼は「経験は脳の基本的な情報処理能力を改善しない」と言い、インターネットは実際に人間を賢くしていると断言している。

## MRI研究
BBCは、査読付き科学雑誌PLoS ONEに掲載された研究について次のように報じている。
中国科学院武漢のハオ・レイ率いる研究チームは、14歳から21歳の男女35人の脳スキャンを行った。そのうち17人は、「インターネットの使用を制御したり、減らしたり、やめたりする努力を何度も失敗してきましたか」という質問に「はい」と答えたことを基に、インターネット依存症（IAD）と分類された。
専用のMRI脳スキャンは、ウェブ中毒者とされる人々と非中毒者との間で、神経線維を含む脳の白質に変化があることを示した。さらに、研究では、「IAD被験者の脳における多様な構造的変化を示す証拠を提供した。VBMの結果は、両側の前頭前野皮質（DLPFC）、補足運動野（SMA）、眼窩前頭皮質（OFC）、小脳および左側前帯状回（rACC）の灰白質量が減少していることを示した」と述べている。
UCLAの精神医学教授ゲイリー・スモールは、経験豊富なネットユーザーとカジュアルなネットユーザーの脳活動を比較した。彼は両グループにMRIスキャンを用いて脳活動を評価した。この研究では、インターネット利用時には、経験豊富なインターネット利用者の脳活動が初心者よりもはるかに広範囲であることが示された。特に問題解決や意思決定に関連する前頭前野の領域で顕著であった。しかし、テキストブロックを読むときの両グループの脳活動に有意な差はなかった。この証拠は、経験豊富なウェブ利用者の特徴的な神経経路がウェブ利用によって発達したことを示唆している。スモール博士は「現在のデジタル技術の爆発的な発展は、私たちが暮らす方法やコミュニケーションする方法だけでなく、私たちの脳も急速かつ深刻に変化させている」と結論づけた。

### 伝統的な読み方への影響

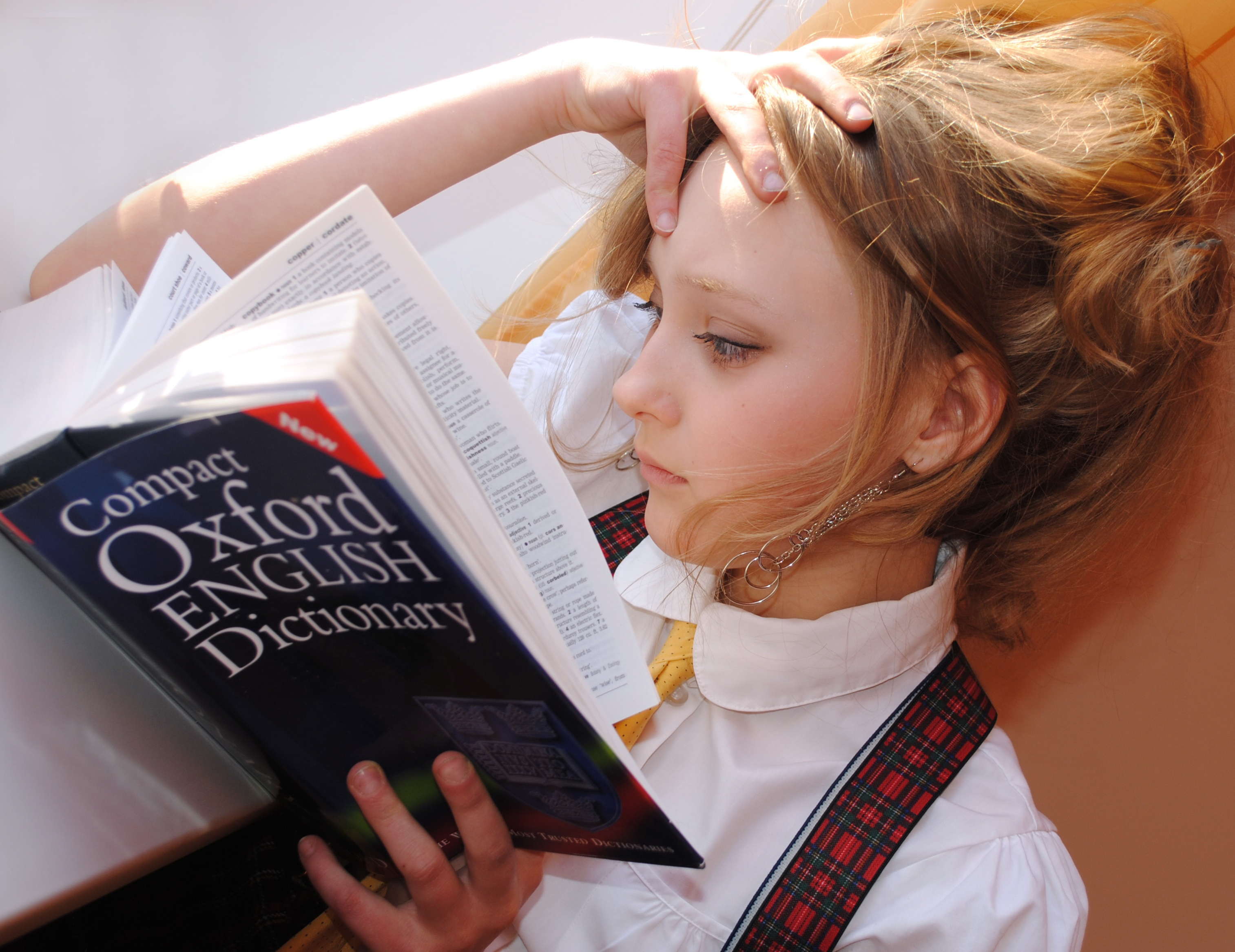
ニコラス・カーによると、同じ文章を読むにしても紙の本はネットとは異なり、人を注意散漫にさせないという。

2008年8月にThe Atlantic誌に掲載された記事（「Googleは私たちをバカにしているか？」）で、ニコラス・カーは自身の経験に基づいて、インターネットの利用は集中力を低下させ、伝統的な意味での読書（つまり、精神的な中断なしに長い本を読むこと）を難しくすると主張している。彼は、自分と友人たちは若い頃（つまり、インターネットにアクセスできなかった頃）にはたくさんの本を読んでいたが、現在は集中してまとまった本を読むことが難しくなったと言っている。この主張は、統制された研究ではなく、個人的な証拠に基づいている。
ロンドン大学の研究者たちは、インターネットの習慣に関する5年間の研究を行い、サイトを利用する人々は「スキミング活動」という形態を示し、一つの情報源から別の情報源へと飛び移り、すでに訪れた情報源にはめったに戻らないことが分かった。2008年の報告書では、「ユーザーは伝統的な意味でオンラインで文字を読んでいるわけではないことは明らかである。実際、ユーザーはタイトルや目次や要約を水平方向にパワーブラウズして素早く情報を得ようとする新しい形態の『読書』が出現している兆候がある。彼らは伝統的な意味での読書を避けるためにオンラインに行くように見える」と述べている。

## 脳力
研究によると、インターネットの利用は中高年や高齢者の脳力を高めるのに役立つという（若い人たちに対する研究は行われていない）。この研究では、被験者が読書をしているときとインターネットを利用しているときの脳活動を比較した。その結果、インターネットの利用は読書よりもはるかに多くの脳活動を使うことが分かった。主任研究者のゲイリー・スモール教授は、「研究結果は励みになる。新しいコンピュータ技術が中高年や高齢者の生理学的な影響や潜在的な利益をもたらす可能性があるということだ。インターネット検索は複雑な脳活動を引き起こし、脳機能のトレーニングや改善に役立つかもしれない」と述べている。

## 生産性
ソーシャルネットワーキングの影響については、その生産性への影響が最も広く議論されている。多くの学校や職場では、ソーシャルメディアサイトがブロックされている。なぜなら、雇用者は従業員がそのサイトに気を取られて集中力を失うと考えているからである。少なくとも一つの研究からすると、雇用者は確かに心配する理由があるようだ。ハースト・コミュニケーションズの調査では、ソーシャルネットワーキングサイトを利用している人たちの生産性レベルは、そうでない人たちよりも1.5%低かった。論理的に考えれば、人々は他のタスクを行っているときには仕事ができない。従業員が自制心を低下させてしまうと、仕事に戻って生産性を維持することがさらに難しくなるだろう。

## SNSの効果と行動
エフゲニー・モロゾフは、ソーシャルネットワーキングは人々にとって有害になりうると述べている。彼は、それらがプライバシーを破壊すると書き、次のように指摘している。「保険会社は、患者のフェイスブックのアカウントにアクセスして、うつ病のような確認しにくい健康問題を持っていないことを証明しようとした。雇用者はソーシャルネットワーキングサイトをチェックして将来の従業員を審査した。大学当局はウェブで学生たちの飲酒や喫煙の写真を探した」。彼はまた、インターネットは人々をより自己満足的でリスク回避的にするとも言っている。彼は、現代技術の普及―カメラやレコーダーなど―によって、人々は悪名を得ることを恐れて普通ではない方法で行動したくなくなるかもしれないと言っている。インターネット上であなたの写真や動画を見ることができるからだ。そして、それがあなたの行動を変えるかもしれない。
質の高いエビデンスとされる統計的文献分析（メタアナリシス）によれば、心理的関与にはSNSの動画よりもビデオゲームや印刷物の方が効果的であり、娯楽よりも広告の方が効果サイズが大きい。

## 注意持続時間
ニューヨーク・タイムズによると、多くの科学者は「人々の集中力は情報の断片化によって損なわれている」と言っている。
さまざまなユーザーから得られた53,573件のページビューのうち、17%は4秒未満で終了し、4%は10分以上続いた。ページの内容に関しては、111語以下のサイトではユーザーがサイトの49%しか読まないのに対し、平均的なウェブサイト（約593語）では28%を読むことを選択する。サイトに100語追加するごとに、ユーザーはサイトで4.4秒長く過ごす。
オンラインで記事を読む人は、印刷物から読む人よりも記事をより徹底的に読み込むことが分かっている。オンライン読者は、読む素材を選んだ後、コンテンツの77%を読むが、これは大判新聞で対応する数字が62%であることと比較することができる。

## 匿名性の効果
インターネット上でのやりとりは、ほとんどの場合、「物理的」な相手とのやりとり（すなわち、対面での会話）を伴わないため、ネット上では自由に違う行動をとることができ、礼節をわきまえない、権威を最小化する、といったことにつながりやすい。
社交不安を抱えている人は、電子的なコミュニケーションを唯一のコミュニケーション手段として利用する可能性が高い。これにより、彼らは普段対面ではしないような個人情報をオンラインで見知らぬ人に開示する可能性が高くなる。この現象は、特に「ソーシャルネットワーキングのエチケット」を理解していない子どもたちにとって、ネットいじめが広がる原因となっている可能性が高い。
インターネット上での匿名性は、オンライン脱抑制効果につながることがある。オンライン脱抑制効果とは、人々がオンラインで普段はしないようなことを言ったりしたりすることである。心理学者のジョン・スーラーは、秘めた感情や恐れや願望を明らかにしたり、珍しい親切や寛大さを示したりすることで心理的に成長できる良性の抑制解除と、無礼な言葉や厳しい批判や怒りや憎しみや脅迫を使ったり、「現実の世界」ではしないようなポルノや暴力的なサイトを訪れたりする有害な抑制解除とを区別している。

## ネット依存症
人々は、日常生活に支障をきたすほどの過度なコンピュータの使用によって、インターネットに依存したり中毒になったりする。キンバリー・S・ヤングは、インターネット依存症と既存の精神的健康問題、特にうつ病との関連性を指摘している。ヤングは、この障害は社会的、心理的、職業的に重大な影響を及ぼすと述べている。
アリック・シグマンの王立小児科医学会員への発表では、画面依存とアルコールや薬物依存との類似点を概説した。すべての点滅するグラフィックスが提供する瞬間的な刺激は、脳の報酬系に中心的な役割を果たす化学物質であるドーパミンの放出につながる。
2009年の研究では、インターネット中毒として研究者に分類された人々には、化学物質に依存していると分類された人々と同様に、脳の構造的な変化が見られたことが示唆された。
ある研究では、研究者はオンラインゲーム中毒を持つ17人の被験者とインターネットをほとんど使わない17人の素人ユーザーを選択した。彼らは磁気共鳴画像装置を用いて被験者の脳の「3次元T1加重画像」を取得するスキャンを行った。スキャンの結果、オンラインゲーム中毒は「前頭前野皮質（OFC）を含む脳の前頭部領域の灰白質と白質の完全性を損なう」ということが明らかになった。心理療法士のキース・ロウによると、前頭前野皮質は「計画や優先順位付け、注意力や記憶力、注意力制御などのタスクを行う能力に大きな影響を与える」という。その結果、ロウは、これらのオンラインゲーム中毒者は、前頭前野皮質の障害のために自分の人生を優先順位付けしたり、目標を設定して達成したりする能力がないと考えている。

## 現実逃避
インターネットへのアクセスが容易になると、ユーザーはインターネットを日常生活や現実生活の不快や退屈な側面からの「逃避」として使うことが増える。インターネットや仮想現実は社会的なニーズや欲求を容易に満たすため、ジム・ブラスコビッチとジェレミー・ベイレンセンによると、「時には[それらは]あまりにも満足感が高く、中毒者は社会から身体的に引きこもってしまう」。スタンフォード大学の精神科医エリアス・アブージャウデ博士は、仮想現実や没入型3Dの進歩によって、「私たちは自分たちとはかなり離れた『オンラインでの完全な人生』を持つことができるようになった」と述べている。やがて、仮想現実は人間の社会的・感情的なニーズを劇的に変えるかもしれない。「私たちは本当の社会的な交流を『必要としなく』なったり、渇望しなくなったりするかもしれない。それは私たちにとって異質になってしまうからだ」とアブージャウデ博士は言っている。

## 子供への影響
インターネットは、高齢者から子どもまで、すべての年齢層に影響を与えている。「デジタルパワー：ソーシャルメディアが子どものスピリチュアリティに与える影響を探る」という記事によると、子どもたちはインターネットを家や学校の次に大切な場所と考えている。
ソーシャルメディアが子どもたちに及ぼした主な影響の一つは、ネットいじめである。カナダで177人の生徒を対象に行われた研究では、「生徒の15%が自分が他人をネットいじめしたことを認めた」という結果が出た一方で、「ネットいじめの被害者の40%はいじめてきた人が誰なのかわからなかった」という結果も出た。ネットいじめが引き起こす心理的な傷は、自尊心の低下、うつ病、不安といった形で表れる。また、操作や支配の道を開くことにもなる。ネットいじめは最終的にうつ病や不安につながり、重度の場合には自殺に至ることもある。自殺は10歳から24歳の若者の死因の第3位である。ネットいじめは急速に増加している。一部の作家は、子どもたちにネットいじめに関連するリスクについて幼い頃から監視し教育することを提案している。
子どもたちは平均して週に27時間もインターネットを使っており、その時間は増加傾向にある。これは不眠症のリスクを高めることにつながる。
スクリーンタイムは多方面にわたって子どもたちに影響を与えている。子どもたちは不眠症のリスクが高まるだけでなく、目や健康の発達にも問題が生じる可能性がある。2018年に行われた研究では、幼い子どもたちがコンピュータビジョン症候群とも呼ばれるデジタル眼精疲労の症状を経験していることが示された。これらの症状には、ぼやけや二重視、頭痛、目の疲労などが含まれる。多くの子どもたちは、スクリーンタイムが過剰なために若い年齢で眼鏡をかける必要がある。健康問題もインターネットの大きな影響である。全米青少年健康長期追跡調査では、7～12年生の青少年を対象にした研究で、スクリーンタイムが多いほど肥満のリスクが高まることが分かった。子どもたちがインターネットで過ごす時間を減らすことで、肥満や糖尿病などの病気を予防することができる。

## 子育てへの影響
心理学者のアリック・シグマンは、「受動的な育児」と「丁寧な無視」による危険性を警告した。「受動的な育児」とは、親がガジェットに頼りすぎていることを指す。場合によっては、親のインターネット依存症が子どもたちに深刻な影響を与えることがある。2009年には、ニューメキシコ州の3歳の女の子が栄養失調と脱水で死亡した。その日、母親はオンラインでワールド・オブ・ウォークラフトを15時間プレイしていたと言われている。2014年には、韓国の夫婦がオンラインで仮想的な子どもを育てるビデオゲームに夢中になりすぎて、本物の赤ちゃんを死なせてしまった。インターネットが親子関係に及ぼす影響は、親がインターネットをどのように利用するか、子どものインターネット消費に対する反応、およびインターネットが親子関係に及ぼす影響や影響力などで観察することができる。

### 親のネット利用状況と家族への影響に関する意見
一般的に、親たちはメールを送ったり、時事問題について知ったりするような簡単なタスクを行っているが、ソーシャルネットワーキングサイトはあまり利用していない。親向けの資料を調べることに関しては、2012年1月にミネソタ大学が行った研究では、質問に答えた親の75%がインターネットが親関連の情報を得る方法を改善してくれると述べており、19.7%は親向けのウェブサイトが複雑すぎて使いにくいと感じており、13.1%はどのウェブサイトにも役立つ親向けの情報がないと感じていた。
多くの研究では、親たちは特に子どもたちの教育においてインターネットを情報の集積地と見なしている。彼らはインターネットが貴重な資産であり、学習体験を高めることができ、このような方法で使われるときは家族間の緊張や対立に寄与しないと感じている。しかし、インターネットが社会的な媒体（オンラインゲームやソーシャルネットワーキングサイトなど）として使われるときは、インターネットの利用と家族間の対立との間に正の相関がある。社会的な目的でインターネットを使うことに加えて、家族情報を見知らぬ人にさらすリスクがあり、これは親にとって脅威と見なされ、最終的に家族の境界を弱める可能性がある。

### 子どものネット利用に対する親の対応
2012年10月に発表されたOfcomの報告書は、5歳から15歳の子どもたちがインターネットでどれだけ消費しているかと、親が子どもたちの消費に対してどのように反応しているかに焦点を当てている。インタビューされた親のうち、85%は、オンラインサーフィンについて子どもたちと対面で話したり、携帯電話のブラウザフィルターを使ったりするなど、オンラインでの仲介の形態を使っている。残りの15%の親は、安全なインターネット閲覧について子どもたちに十分に教えるための積極的な措置を取っていない。これらの親は、注意深くサーフィンすることについて子どもたちと簡単に話しただけだったり、何もしなかったりする。
親は、閲覧履歴を調べたり、インターネットの使用を規制したりするなどの方法で、子どもたちのオンライン利用を積極的に監視している。しかし、親は子どもたちよりもインターネットの利用に精通していないので、チャイルドグルーミングやネットいじめなどのオンライン上の問題よりも、インターネットが家族生活に干渉することをより心配している。
インターネット上での親権を欠く人々に対処するとき、親は自分の子どもがめったに一人ではない（5歳から11歳までの子どもにとって定義される）か、オンラインであっても自分の子どもを信頼している（12歳から15歳までの子ども）と述べている。約80%の親は、自分の子どもが学校でインターネットの安全性を教えられていることを確認し、70%の親は、インターネットを利用する利点はそれに伴うリスクよりも大きいと感じている。
一方、ピューインターネットが2012年11月20日に発表したアメリカの研究では、インターネットが自分の思春期の子どもに及ぼす問題について、親たちは非常に懸念していることが明らかになった。親の47%は、子どもがインターネット上で不適切な素材にさらされることを心配しており、親の45%は、子どもがオンラインでもオフラインでも互いに対する行動について懸念している。一方、インターネットが家族の社交時間を奪ってしまうことについて懸念を示した親は31%にとどまった。

### ネット利用が親子関係に及ぼす影響
研究者のサンフォード・グロスバートらは、母親と子どもの関係とインターネット利用がその関係に及ぼす影響を探っている。この研究は、マーヴィン・サスマンとスザンヌ・スタインメッツの考えに基づいており、親子関係は各世代の経験や出来事の変化に大きく影響されるというものである。「親の温かさ」は、親が子どもからインターネットのニュアンスを教えてもらうことにどれだけ受け入れやすいか、あるいは伝統的な方法である親が子どもに影響を与えることに対する要因である。親が「温かい」傾向を示していた場合、親がその分野に詳しいとしても、子どもからインターネットの使い方を学ぶことに対して開放的であった。これは、母親と子どもの間の強い関係を維持し、教育を促進し、成熟した行動を促すという肯定的な環境での教育を促進する。「冷たい」母親は、自分の子どもが同じかそれ以上の知識を持っていると思った場合にのみ教えてもらうことを許可し、そうでなければ教えてもらうことを拒否した。これは、親からの影響が大部分を占める関係に由来することを示唆している。
しかし、温かいか冷たいかという育児法にもかかわらず、言語の壁に直面した親は、インターネットを利用するために子どもたちにより強く依存する。ラトガース大学のヴィッキー・カッツは、移民の親子間の相互作用と彼らがテクノロジーを使う方法について研究している。カッツは、移民が役立つと感じる資源の大部分がオンライン上にあること、しかし現在存在する検索アルゴリズムは英語以外の言語を適切に誘導しないことに注意している。この欠点のために、親はインターネットと言語の間の隔たりを埋めるために、自分のバイリンガルな子どもたちに強く勧めている。
インターネットは、親が子どもを落ち着かせるために子ども向けのアプリケーションを積極的にダウンロードすることで、仮想的なベビーシッターとして利用されることが増えている。イプソス社が行った調査では、半数の親が8歳から13歳の子どもはスマートフォンを所有したり持ち歩いたりするのに十分な年齢であると考えており、これにより若い世代のオンラインコンテンツの消費量が増加していることが分かった。